# L'Hôpital-d'Orion
L'Hôpital-d'Orion é uma comuna francesa na região administrativa da Nova Aquitânia, no departamento dos Pirenéus Atlânticos. Estende-se por uma área de 8,47 km². Em 2010 a comuna tinha 137 habitantes (densidade: 16,2 hab./km²).